# Papa Jack Laine
George Vitell Laine (21 september 1873 – 1 juni 1966) was een Amerikaanse jazzdrummer en orkestleider van de vroege jazz (toen meestal ragtime genoemd) tot aan de Eerste Wereldoorlog.

## Biografie
Papa Jack Laine wordt ook wel de eerste blanke jazzmuzikant genoemd. Hij leidde zijn eerste band The Reliance in 1891. Hij organiseerde bands voor optochten, reclame- en dans-evenementen in New Orleans, waarbij zijn bands meestal de achternaam Reliance droegen. Daarbij overschreed hij vaak de raciale segregatiewetten ("Jim Crow Laws") die opnieuw waren ingevoerd sinds de Reconstructie-periode (vanaf ongeveer 1876) door simpelweg te verwijzen naar Afro-Amerikaanse muzikanten, die door hem in dienst waren als Mexicanen of Cubanen. Talloze jazzmuzikanten die later de jazz van New Orleans naar het noorden brachten, zoals alle leden van de Original Dixieland Jass Band, maar ook George Brunis en zijn broers Sharkey Bonano en Tom Brown, werkten soms bij hem. In zijn pianoloze Jack Laine’s Ragtime Band speelden Lawrence Vega, Achille Baquet, Dave Perkins, Morton Abraham en Willy Guitar.
In 1917 trok hij zich terug uit de muziekwereld. Hij werd smid en had later een garage en een autoreparatiewerkplaats. Er zijn geen opnamen van zijn bands, maar hij heeft wel enkele interviews gegeven. In 1951 maakte hij opnamen met Johnny Wiggs, Harry Shields en Tom Brown, die waren georganiseerd door de jazzfan Edmond Souchon uit New Orleans, die ook gitaar en banjo speelde. Er zijn ook opnamen uit 1959, ook met Johnny Wiggs en Souchon (Tulane University, voor American Music Records).

## Overlijden
Papa Jack Laine overleed in juni 1966 op 92-jarige leeftijd.